# هارولد گودوین
هارولد گودوین (انگلیسی: Harold Goodwin؛ ‏ ۱ دسامبر ۱۹۰۲ – ۱۲ ژوئیهٔ ۱۹۸۷) بازیگر اهل آمریکا بود که حرفه‌اش را از سن ۱۲ سالگی آغاز کرد.

وی بین سال‌های ۱۹۱۵ تا ۱۹۶۰ میلادی فعالیت می‌کرد و طیِ این مدت، در بیش از ۲۲۵ فیلم بازی کرد. او به دلیل اندام تنومندش، بیشتر در نقشِ فردیِ بزن‌بهادر و قُلدر ظاهر می‌شد.

## گزیدهٔ فیلم‌شناسی
- اسپارتاکوس (۱۹۶۰)
- پل رودخانه کوای (۱۹۵۷)
- کوچیکه از تگزاس (۱۹۵۰)
- آقای لینکلن جوان (۱۹۳۹)
- گروه رگتایم الکساندر (۱۹۳۸)
- دیوانه سینما (۱۹۳۲)
- در جبهه غرب خبری نیست (۱۹۳۰)
- بانوی الهی (۱۹۲۹)
- پرواز (۱۹۲۹)
- فیلم‌بردار (۱۹۲۸)
- تارزان و شیر زرین (۱۹۲۷)
- یک ماه عسل واخورده (۱۹۲۶)
- کف‌صابون (۱۹۲۰)